# Cara Santana
Pour les articles homonymes, voir Cara et Santana.
Cara Santana, née le 8 avril 1988 à , est une actrice, productrice et scénariste américaine.

## Biographie
En décembre 2009, elle est en couple avec l'acteur Jesse Metcalfe. En août 2016, ils annoncent leurs fiançailles,. En novembre 2019, ils se séparent. 
Elle est aujourd'hui mariée au musicien Shannon Leto.

## Filmographie

### Comme actrice
- 2005 : Strong Medicine (série télévisée) : Maria
- 2007 : Descendents of Eden (court métrage) : Juno Diaz
- 2007 : Born in the USA (téléfilm) : Gabby Garcia
- 2007 : Lipshitz Saves the World (téléfilm) : la jolie fille
- 2008 : Les Experts (CSI: Crime Scene Investigation) (série télévisée) : Dana Espinoza
- 2008 : Les Experts : Miami (CSI: Miami) (série télévisée) : Yolanda Ramos
- 2010 : DialStar (série télévisée) : Natalie (10 épisodes)
- 2011 : The Whole Truth (série télévisée) : Sandra Harris
- 2012 : Beverly Hills Chihuahua 3: Viva La Fiesta! (vidéo) : Jillian
- 2015 : Major Crimes (série télévisée) : Deniysha
- 2015 : Salem (série télévisée) : Sooleawa (4 épisodes)
- 2015 : Reunion : Tamryn
- 2016 : The Exhilarating and Fashionable Life of Emmy Rose Knightley (série télévisée) : Jessica Park
- 2017 : Santa Clarita Diet (série télévisée) : Eva
- 2017 : Smartass : Venice
- 2018-2019 : The Real Bros of Simi Valley (série télévisée) : Andrea (9 épisodes)
- 2019 : Who's Stalking Me? (téléfilm) : Jeannie
- 2019 : Vida (série télévisée) : Zoe[4]
- 2019 : Be the Light : Celina
- 2019 : Steps : Alyssa
- 2019 : Kurt. : Jesse

### Comme productrice
- 2016 : The Exhilarating and Fashionable Life of Emmy Rose Knightley (série télévisée) (1 épisode)
- 2019 : Steps

### Comme scénariste
- 2019 : Steps